# Michel Salesse
Michel Jean Frédéric Salesse (Algír, 1955. január 3. –) olimpiai és világbajnok francia párbajtőrvívó, edző.